# Natal'ja Baranskaja
Natal'ja Vladimirovna Baranskaja (in russo Наталья Владимировна Баранская?; San Pietroburgo, 31 gennaio 1908 – Mosca, 29 ottobre 2004) è stata una scrittrice sovietica di racconti e novelle. Baranskaya ha scritto le sue storie in russo e ha ottenuto riconoscimenti internazionali per il suo ritratto realistico della vita quotidiana delle donne sovietiche.

## Biografia
Baranskaja è nata nel 1908 a San Pietroburgo, in Russia. Si è laureata nel 1929 presso l'Università statale di Mosca con lauree in filologia ed etnologia . Divenne vedova di guerra nel 1943, quando suo marito morì nella seconda guerra mondiale. Ha avuto due figli e non si è mai più sposata. Ha svolto un lavoro post-laurea mentre cresceva i suoi figli e perseguiva una carriera come professionista museale. Ha lavorato al Museo letterario e al Museo Pushkin di Mosca. Ha iniziato a scrivere dopo essersi ritirata dal museo nel 1966 e la sua prima opera è stata pubblicata nel 1968 sulla rivista letteraria russa Novy Mir. È morta nel 2004 a Mosca, in Russia.

## Opere pubblicate
L'opera più famosa di Baranskaya è Una settimana come un'altra, un racconto pubblicato per la prima volta su Novy Mir nel 1969. Questa storia le è valsa il riconoscimento internazionale. pubblicato sulla rivista americana Redbook nel 1971 con il titolo "Alarm Clock in the Cupboard", tradotto in inglese da Beatrice Stillman. Una traduzione diversa di Emily Lehrman apparve su The Massachusetts Review nel 1974, questa volta con il titolo "A Week Like Any Other Week", che è una libera traduzione del titolo originale russo del romanzo.
La novella Una settimana come un'altra è scritta in forma di racconto in prima persona di una settimana nella vita di Olga Voronkova. La protagonista è una ricercatrice di 26 anni e una madre sposata di due figli che si destreggia tra una carriera a tempo pieno e una lista apparentemente infinita di obblighi a casa. Olga è costantemente di corsa e spesso è privata del sonno. Le sue giornate iniziano prima delle 6 del mattino, finiscono dopo la mezzanotte, e sono così impegnate che, alla fine di ogni giornata, sembra che non riesca a trovare il tempo o l'energia per aggiustare un gancio scucito del reggiseno. È costretta a riflettere sulla sua vita quotidiana quando si trova di fronte a un "Questionario per le donne" obbligatorio al lavoro, un sondaggio che chiede a Olga (e a tutte le sue colleghe) di calcolare il tempo dedicato ai lavori domestici, alla cura dei bambini e al tempo libero in una settimana. Riguardo alla categoria del tempo libero, Olga scherza dicendo che il suo unico hobby è lo sport della corsa: correre qua e là, al negozio e prendere l'autobus, sempre con un pesante sacchetto della spesa in ogni mano. Il "Questionario per le donne" richiede anche a Olga di calcolare quanti giorni lavorativi ha perso in un anno, e si sente a disagio e in colpa quando si rende conto di aver perso 78 giorni lavorativi a causa della malattia di suo figlio o di sua figlia. La trama presenta una visione dettagliata e realistica della realtà quotidiana delle donne sovietiche negli anni '60.
Baranskaya ha pubblicato oltre trenta racconti e novelle, molti dei quali trattano della vita e dei problemi delle donne sovietiche. Oltre a pubblicare racconti su riviste letterarie, ha pubblicato diverse raccolte. Le sue raccolte includevano A Negative Giselle (Отрицательная Жизель, 1977), The Color of Dark Honey ( Цвет темного меду, 1977) e The Woman with the Umbrella ( Женщина с зонтиком, 1981).
In lingua italiana Una settimana come un'altra è stata pubblicata nel 1977 da Editori Riuniti nella traduzione di Gianna Carullo.